# Cab Secure Radio

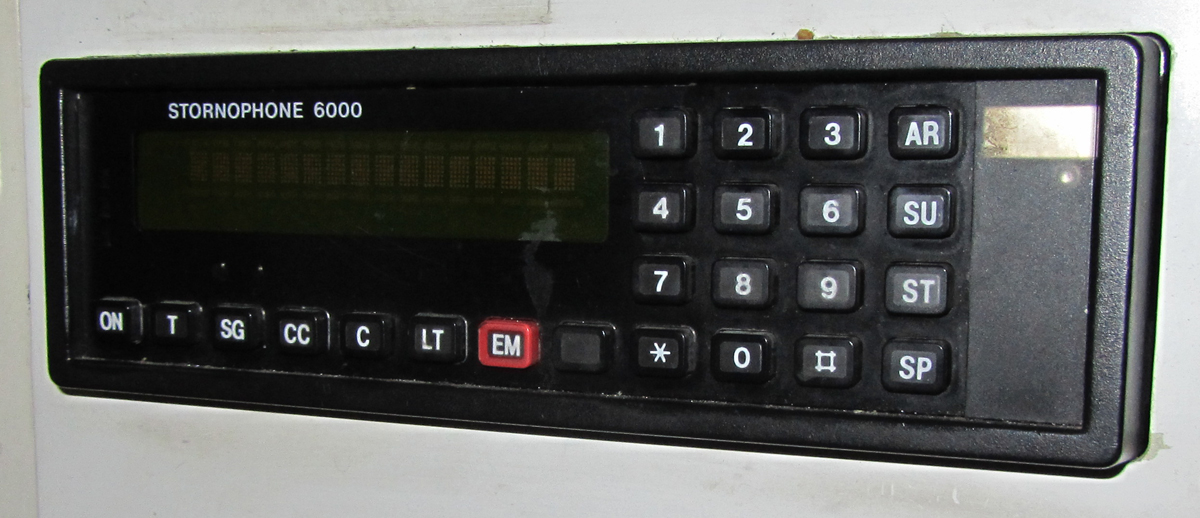
Stornophone 6000 Cab Secure Radio

Cab Secure Radio (CSR) — аналоговая радиотелефонная система внутрикабинной сигнализации и связи, использовавшаяся в прошлом на железнодорожном транспорте Великобритании. Основной функцией являлось обеспечение защиты канала связи между поездным диспетчером и машинистом локомотива, чтобы их переговоры не были слышны другим водителям. CSR использовалась в качестве основного оборудования для переговоров между диспетчером и машинистом в тех районах, где она устанавливалась, и предпочиталась намного чаще железнодорожной телефонной связи. В дальнейшем система CSR уступила место современной цифровой системе GSM-R, которая стала компонентом коммуникации в составе Европейской системы управления железнодорожным движением (ERTMS) в Великобритании.

## История
Система CSR была впервые представлена в 1986 году в Глазго, чтобы обеспечить управление поездами исключительно усилиями машинистов, а позже была установлена в Лондоне и Ливерпуле. В качестве аппаратного обеспечения в кабине машиниста использовались Stornophone 6000 или модель Siemens.
Согласно своду Правил железнодорожного движения Великобритании, остановившийся на красный сигнал машинист локомотива мог выйти из поезда и связаться с поездным диспетчером. Как правило, это могло произойти в тех случаях, когда имел место какой-либо отказ рельсовой цепи, а сигналы возвращались в безопасное состояние. При этом, согласно Правилам, поезд должен был находиться под постоянным наблюдением и во время обычного режима работы. Система CSR позволяла машинисту не выходить из поезда, чтобы связаться с диспетчером. Благодаря некоторым функциям безопасности, с помощью которых диспетчер мог отправить сигнал тревоги машинисту или отказаться от использования единой службы передачи данных, аппаратура CSR стала также одним из средств безопасности, которое можно было использовать и на более универсальной основе. 
Подлинная ценность оборудования CSR стала ясна после катастрофы на Клэпхем-Джанкшен 1988 года и катастрофы в Каудене 1994 года. Вместе с тем его установка стоила достаточно больших средств и была позволительна только в тех районах, где можно было попросту сэкономить на экипаже поездов.

## Функции
- Связь диспетчера с машинистом
- Связь машиниста с диспетчером
- Передача машинистом и диспетчером текстовых сообщений
- Передача диспетчером приказа об аварийной остановке одному поезду или всем поездам в районе
- Экстренная связь машиниста с диспетчером
- Передача диспетчером сообщений пассажирам
- Соединение диспетчером машиниста с железнодорожной телефонной сетью
- Оповещение диспетчера об отключении устройства безопасности водителя (если в течение полминуты поступают сообщения об активации устройства)[3]

## Применение

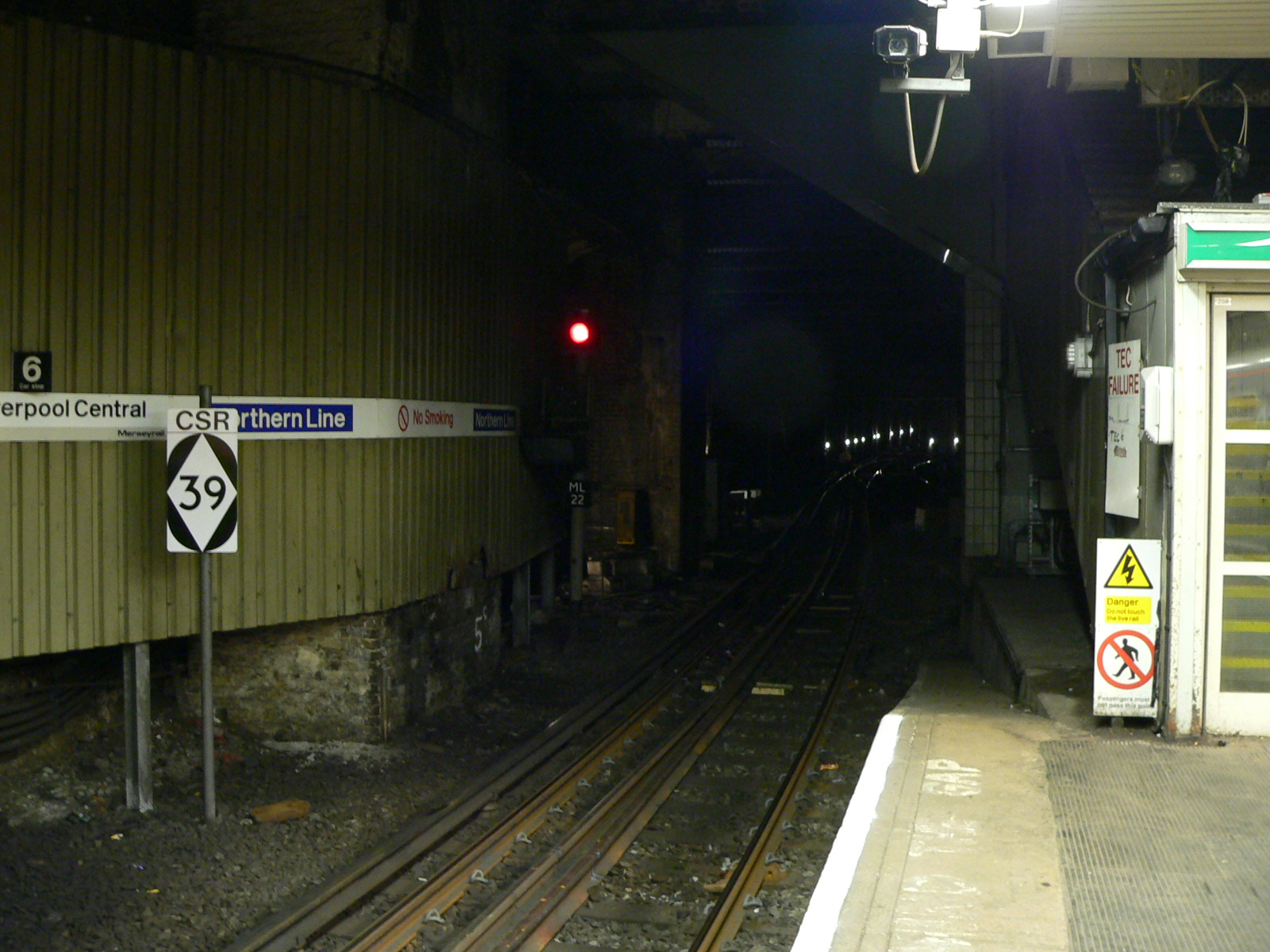
Знак CSR 39 на Центральный вокзал Ливерпуля, Северная линия, к югу от платформы 1

Инициализация CSR машинистом осуществлялась с помощью ввода кода зоны (англ. area code), после которого следовал идентификационный номер сигнала перед поездом. По радиосвязи автоматически передавался инвентарный номер поезда (например, 455112). Затем диспетчер назначал также так называемый отчётный номер поезда (например, 2M34). Этот отчётный номер использовался оборудованием железнодорожной сигнализации для отслеживания движения поезда по сети железных дорог.
Каждая зона сигнализации (или некая сигнальная панель в большой сигнальной будке) использовала другой радиоканал, соответствующий её уникальному коду. В то время как поезд переходил из зоны действия одного диспетчера в зону действия другого диспетчера, оборудование CSR в кабине машиниста автоматически переключалось на другой канал. Дорожные знаки информировали машиниста о том, когда меняется код зоны. В случае, если автоматическое переключение каналов было невозможным или же сигнал полностью пропадал, водитель мог вручную переключиться на другой канал. Знаки на дороге указывали также, где начинается зона действия другого радиоканала.